# کیم جونگ اون
این یک نام کره‌ای است؛ نام خانوادگی کیم است.
کیم جونگ اون (به کره‌ای: 김정은) (زاده ۸ ژانویه ۱۹۸۲)، رهبر جمهوری دموکراتیک خلق کره و حزب کارگران کره است. او دارای عناوین دبیر اول حزب کارگران کره، رئیس کل کمیسیون مرکزی نظامی، رئیس کمیسیون امور دولتی کره شمالی، فرمانده عالی نیروهای مسلح کره شمالی، و عضو پرزیدیوم پلیتبوری کمیته مرکزی حزب کارگران کره است. وی همچنین در ژوئیه ۲۰۱۲ میلادی به درجه ژنرال چهار ستاره ارتقاء یافت. او در زمان به قدرت رسیدن با ۲۷ سال سن، جوان‌ترین رهبر کشور در جهان بود.
در پی درگذشت کیم جونگ ایل، رهبر پیشین کره شمالی، رسانه‌های دولتی این کشور آغاز زمامداری کیم جونگ اون را اعلام کردند. روز دوشنبه، ۲۸ آذر ۱۳۹۰ (۱۹ دسامبر ۲۰۱۱)، تلویزیون دولتی کره شمالی که ساعاتی قبل خبر درگذشت کیم جونگ ایل، «رهبر اعظم» این کشور را گزارش کرده بود، اعلام داشت کیم جونگ اون، پسر رهبر سابق، با لقب «جانشین بزرگ» جانشین پدر شده است. کیم جونگ اون سومین پسر کیم جونگ ایل است. او در سوئیس تحصیل کرده است. وی تا سال ۱۹۹۸ در مدرسه‌ای انگلیسی زبان در برن سوئیس درس می‌خوانده است.
کیم به شکل دیکتاتوری حکمرانی می‌کند و انتخابات آزاد و عادلانه‌ای در کشور او وجود ندارد. منتقدان حکومت وی، تحت آزار و اذیت قرار می‌گیرند، رسانه‌ها توسط رژیم کنترل می‌شوند، دسترسی به اینترنت توسط رژیم محدود شده و آزادی دین نیز وجود ندارد. رژیم او شبکهٔ گسترده‌ای از زندان‌ها و اردوگاه‌های کار را اداره می‌کند که میلیون‌ها انسان را زندانی کرده و به کشتن داده است. رژیم او، مردم را به جرائم سیاسی محکوم کرده و گاه اعضای خانوادهٔ مجرم سیاسی نیز مورد آزار و اذیت قرار می‌گیرند. براساس گزارش سازمان ملل، کره شمالی تحت «نقض سیستماتیک، گسترده و فاحش حقوق بشر» زندگی می‌کند و رژیم کیم جونگ اون «به دنبال تسلط بر هر جنبه‌ای از زندگی شهروندان خود است».

## عملکرد سیاسی

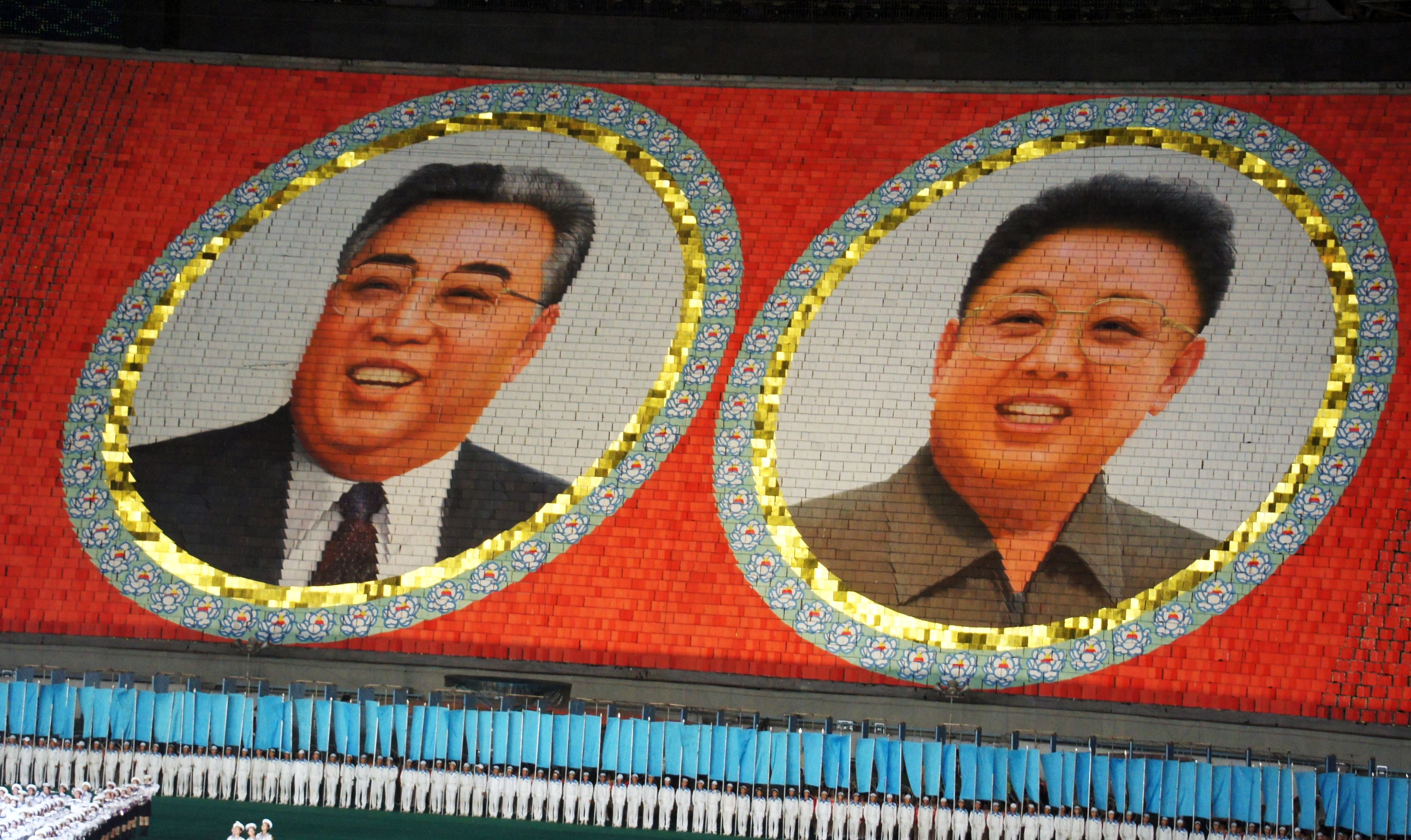
تصاویر حاکمان کشور معمولاً در اماکن عمومی و مراسم‌های دولتی وجود دارد.

در دهه ۱۹۵۰، پدربزرگ کیم جونگ-اون یک دیکتاتوری تک‌فردی موروثی را در کره شمالی پایه‌گذاری کرد. بین سال‌های ۲۰۱۲ و ۲۰۱۶ کیم گسترده‌ترین پاکسازی در تاریخ کره شمالی را اجرا کرد. مدتی پس از به حکومت رسیدن در دسامبر ۲۰۱۳، وی جانگ سونگ تائک، شوهر عمهٔ خود را به خیانت متهم کرد و اعدام شد. مؤسسه پژوهش راهبردی امنیت ملی کره جنوبی از اعدام ۱۴۰ افسر عالی‌رتبه ارتش و سایر مقامات دولتی در جریان این پاکسازی خبر داد. کیم افراد جوانتر و وفادار به خود را جایگزین آنان کرد و رهبری این گروه از مقامات را خواهرش کیم یو-جونگ در دست دارد که در سال ۲۰۱۷ در سن ۳۰ سالگی به عضویت پلیتبوروی حزب حاکم درآمد.
کیم جونگ-نام، محتمل‌ترین جانشین کیم جونگ-ایل تلقی می‌شد اما در سال ۲۰۰۱ در حالی که قصد داشت با یک گذرنامه جعلی وارد ژاپن شود بازداشت شد. وی در ۱۳ فوریه ۲۰۱۷ (۲۵ بهمن ۱۳۹۵) در مالزی و فرودگاه کوالالامپور به مقصد ماکائو با دستمال آغشته به گاز اعصاب وی‌ایکس، به قتل رسید.
در آوریل ۲۰۱۸، کیم جونگ-اون در نشست حزب کارگران کره اعلام کرد «آزمایش تسلیحات اتمی و موشک‌های برد بلند به حالت تعلیق در خواهد آمد و خطوط راهبردی جدیدی دنبال خواهد شد که محور آن را ساختن اقتصاد کره شمالی تشکیل خواهد داد».
وی یک تیم ورزشی از کره شمالی برای شرکت در مسابقات المپیک زمستانی در کره جنوبی اعزام کرد. این به معنی آمادگی ناگهانی رهبر کره شمالی، برای تغییر سیاست مقابله، به سیاست تعامل تعبیر شده است.

### دیکتاتوری و جنایت علیه بشریت
کیم به شکل دیکتاتوری حکمرانی می‌کند و انتخابات آزاد و عادلانه‌ای در کشور او وجود ندارد. منتقدان حکومت وی، تحت آزار و اذیت قرار می‌گیرند، رسانه‌ها توسط رژیم کنترل می‌شوند، دسترسی به اینترنت توسط رژیم محدود شده و آزادی دین نیز وجود ندارد. رژیم او شبکهٔ گسترده‌ای از زندان‌ها و اردوگاه‌های کار را اداره می‌کند که میلیون‌ها انسان را زندانی کرده و به کشتن داده است. رژیم او، مردم را به جرائم سیاسی محکوم کرده و گاه اعضای خانوادهٔ مجرم سیاسی نیز مورد آزار و اذیت قرار می‌گیرند. براساس گزارش سازمان ملل، کره شمالی تحت «نقض سیستماتیک، گسترده و فاحش حقوق بشر» زندگی می‌کند و رژیم کیم جونگ اون «به دنبال تسلط بر هر جنبه‌ای از زندگی شهروندان خود است».

### اجلاس رهبران کره شمالی و آمریکا
دونالد ترامپ رئیس‌جمهوری آمریکا و کیم جونگ اون سه شنبه ۱۲ ژوئن ۲۰۱۸ در هتل کپلا در جزیره سنتوزا سنگاپور دیدار کردند. رهبران دو کشور در مقابل دوربین خبرنگاران با هم دست دادند و پشت درهای بسته به‌طور مستقیم گفتگو و در پایان گفتگوها دو طرف سندی را امضا کردند. دیدار ترامپ و رهبر کره شمالی نخستین دیدار سران دو کشور پس از پایان جنگ کره در سال ۱۹۵۳ است.
سند امضا شده دارای چهار بند است که در آن ترامپ به ارائه ضمانت‌های امنیتی به رهبر کره شمالی و کیم نیز به خلع سلاح کامل اتمی متعهد شده‌اند.
نشست دوم کیم و ترامپ در روزهای بیست و هفتم و بیست و هشتم فوریه ۲۰۱۹ در هانوی، پایتخت ویتنام، برگزار می‌شود. عمده مباحثات این نشست نیز مربوط به خلع سلاح اتمی و بهبود اوضاع اقتصادی کره شمالی است.

## خانواده
کیم جونگ اون فرزند کیم جونگ ایل و کو یونگ هی است. برادر بزرگتر او کیم جونگ چول در ۱۹۸۱ به‌دنیا آمده است ولی کیم جونگ ایل، کیم جونگ اون را برای جانشینی انتخاب کرده است. برادر ناتنی بزرگتر آن‌ها کیم جونگ نام از مادری به‌نام سونگ هی ریم در ۱۹۷۱ به‌دنیا آمده است. وی در سال ۲۰۰۱ قصد داشت با یک پاسپورت جعلی وارد توکیو شود و به دیزنی‌لند برود ولی بازداشت شد و به همین دلیل از جانشینی پدر محروم گردید.
کیم جونگ-اون برخلاف پدر و پدر بزرگش رفتارهای غیررسمی و خارج از قاعده را در انظار عمومی در پیش گرفته، سربازان را در آغوش می‌کشد و در کنار آنها، و همچنین بازو به بازوی زنان در عکس‌ها ظاهر می‌شود. پدر و پدر بزرگ او کیم ایل سونگ هرگز در رویدادهای عمومی کنار همسرانشان ظاهر نمی‌شدند.

### زندگی شخصی
در تاریخ ۲۵ ژوئیه ۲۰۱۲ میلادی، رادیو دولتی کره شمالی برای اولین‌بار تأیید کرد که کیم جونگ-اون، رهبر جوان این کشور همسری به نام «ری سل-جو» دارد. وی علاقه زیادی به ورزش بسکتبال دارد. دنیس رادمن، بازیکن سابق بسکتبال در ان بی ای، در مارس ۲۰۱۳ از کره شمالی دیدن کرد و با کیم جونگ-اون دیدار کرد. او در مصاحبه با گاردین گفت که وی دختری به نام جو-ئه به دنیا آورده است.
از اواسط آوریل ۲۰۲۰ خبری‌های ضد و نقیضی از وضعیت سلامتی رهبر کره شمالی پخش شد و برخی منابع خبری از اعزام تیم پزشکی چین به کره شمالی خبر دادند.